# Бог-Читто (Міссісіпі)
Бог-Читто (англ. Bogue Chitto) — переписна місцевість (CDP) в США, в округах Нешода і Кемпер штату Міссісіпі. Населення — 437 осіб (2020).

## Географія
Бог-Читто розташований за координатами 32°50′0″ пн. ш. 88°55′5″ зх. д. / 32.83333° пн. ш. 88.91806° зх. д. (32.833329, -88.917992).  За даними Бюро перепису населення США в 2010 році переписна місцевість мала площу 16,55 км², з яких 16,43 км² — суходіл та 0,12 км² — водойми.

## Демографія
Згідно з переписом 2010 року, у селищі мешкало 887 осіб у 222 домогосподарствах у складі 182 родин. Густота населення становила 54 особи/км².  Було 232 помешкання (14/км²).
Расовий склад населення:
| - 89,6 % — корінних американців - 5,2 % — білих - 2,3 % — чорних або афроамериканців |

До двох чи більше рас належало 2,8 %. Частка іспаномовних становила 1,6 % від усіх жителів.
За віковим діапазоном населення розподілялося таким чином: 38,7 % — особи молодші 18 років, 57,5 % — особи у віці 18—64 років, 3,8 % — особи у віці 65 років та старші. Медіана віку мешканця становила 23,8 року. На 100 осіб жіночої статі у селищі припадало 95,4 чоловіків;  на 100 жінок у віці від 18 років та старших — 95,0 чоловіків також старших 18 років.
Середній дохід на одне домашнє господарство  становив 26 416 доларів США (медіана — 22 389), а середній дохід на одну сім'ю — 26 981 долар (медіана — 28 462). За межею бідності перебувало 36,6 % осіб, у тому числі 39,8 % дітей у віці до 18 років та 44,9 % осіб у віці 65 років та старших.
Цивільне працевлаштоване населення становило 294 особи. Основні галузі зайнятості: мистецтво, розваги та відпочинок — 52,0 %, публічна адміністрація — 16,3 %, будівництво — 10,2 %, роздрібна торгівля — 6,1 %.